# Concejal delegado
Un concejal delegado, en la estructura político-institucional española, es un concejal electo que además es miembro del Gobierno Municipal o Junta Municipal. Será al mismo tiempo concejal electo del pleno municipal y miembro del Gobierno local, por delegación del alcalde.
El concejal delegado tiene asignada un área de gobierno local y será quien organice esa área. Es como un ministro del Gobierno que a veces es diputado y ministro al mismo tiempo.

## Funciones
Una vez elegidos todos los concejales del ayuntamiento que formal el Pleno municipal (el parlamento del municipio), el pleno elige al alcalde y este elige a los miembros de su Gobierno, delegando algunas facultades en ellos. Esos miembros de Gobierno son los llamados Concejales Delegados.
Los concejales delegados tendrán un área sobre el que gobernarán (educación, cultura, sanidad, transportes, economía, hacienda, parques y jardines, obras públicas, urbanismo, etc.). Los concejales delegados además son los presidentes de sus respectivas comisiones en el pleno del ayuntamiento (el concejal delegado de Cultura será el presidente de la Comisión de cultura, ...).
Estos concejales delegados además serán tenientes de alcalde (vicealcaldes) y tendrán dedicación exclusiva.
Así es como la Ley 7/1985, de 2 de abril, Reguladora de las Bases del Régimen Local en su artículo 23.4 dice que «El Alcalde puede delegar el ejercicio de determinadas atribuciones en los miembros de la Junta de Gobierno Local y, donde ésta no exista, en los Tenientes de Alcalde, sin perjuicio de las delegaciones especiales que, para cometidos específicos, pueda realizar en favor de cualesquiera Concejales, aunque no pertenecieran a aquélla».